# Diadasia vallicola
Diadasia vallicola là một loài Hymenoptera trong họ Apidae. Loài này được Timberlake mô tả khoa học năm 1940.